# Potentilla yakusimensis
Potentilla yakusimensis là loài thực vật có hoa trong họ Hoa hồng. Loài này được (Masam.) Mabb. mô tả khoa học đầu tiên năm 2002.